# Troglodyte de Caroline
Thryothorus ludovicianus
Pour les articles homonymes, voir Troglodyte et Ludovicianus.
Genre
Espèce
Répartition géographique
Statut de conservation UICN

 LC  : Préoccupation mineure
Le Troglodyte de Caroline (Thryothorus ludovicianus) est une espèce de passereau de la famille des Troglodytidae, l'unique représentante du genre Thryothorus.

## Répartition et sous-espèces
Selon la classification de référence du Congrès ornithologique international (14.2, 2024) il se répartit en dix sous-espèces :
- T. l. ludovicianus (Latham, 1790) — sud-est du Canada et est des  États-Unis
- T. l. miamensis Ridgway, 1875 — Floride
- T. l. nesophilus Stevenson, 1973 — île Dog
- T. l. burleighi Lowery, 1940 — Cat Island, Ship Island et île Horn
- T. l. lomitensis Sennett, 1890 — du Texas au nord de Tamaulipas
- T. l. oberholser Lowery, 1940 — sud-ouest du Texas et nord du Mexique
- T. l. berlandieri Baird, 1858 — centre/nord-est du Mexique
- T. l. tropicalis Lowery & Newman, 1949 — San Luis Potosi et sud de Tamaulipas
- T. l. albinucha (Cabot, 1847) — de la péninsule du Yucatán au nord du Guatemala
- T. l. subfulvus Miller & Griscom, 1925 — Guatemala et Nicaragua